# Ашутош Сінгх (тенісист)
Ашутош Сінгх (нар. 25 вересня 1982) — колишній індійський тенісист.
Найвищу одиночну позицію світового рейтингу — 525 місце досяг 7 липня 2008, парну — 150 місце — 23 лютого 2009 року.

## Титули на челленджерах

### Парний розряд: (2)
| Ранг | Рік  | Турнір          | Покриття | Партнер     | Суперники                  | Рахунок        |
| ---- | ---- | --------------- | -------- | ----------- | -------------------------- | -------------- |
| 1.   | 2008 | Нью-Делі, Індія | Тверде   | Харш Манкад | Брендан Еванс Мустафа Гусе | 7–5, 6–3       |
| 2.   | 2008 | Нью-Делі, Індія | Тверде   | Харш Манкад | Рохан Гаджар Пурав Раджа   | 4–6, 6–4, 11–9 |